# عصوية ذهبية ترابية جنسنغية
عصوية ذهبية ترابية جنسنغية (الاسم العلمي: Chryseobacterium ginsengisoli) هي نوع من البكتيريا، سلبية الغرام، تتبع جنس عصوية ذهبية.